# Kentmere Tarn
Der Kentmere Tarn ist ein See im Lake District, Cumbria, England.
Der See liegt im Kentmere Tal südlich des Ortes Kentmere. Der River Kent bildet seinen Zufluss im Norden und seinen Abfluss im Süden.
Absterbende Kieselalgen führten dazu, dass der See immer mehr verlandete und in den 1840er Jahren wurde beschlossen, ihn vollständig trockenzulegen um Weideland zu gewinnen. Die entstandene Fläche blieb sehr sumpfig und so wurde die Trockenlegung abgebrochen und er blieb ein Sumpf. In den 1930er Jahren wurde entdeckt, dass sich die Ablagerungen der Kieselalgen als Kieselgur wirtschaftlich nutzen lassen und man begann den Kieselgur abzubauen. 1971 wurde der Abbau aus wirtschaftlichen Gründen eingestellt und der See in seiner heutigen Gestalt hergestellt.